# Természetes személyazonosító adat
A természetes személyazonosító adat közigazgatási jogi fogalom. A természetes személy ilyen adatai:
- családi és utóneve,
- születési családi és utóneve,
- születési helye,
- születési ideje,
- anyja születési családi és utóneve.